# Hilarimorpha singularis
Hilarimorpha singularis is een vliegensoort uit de familie van de Hilarimorphidae. De wetenschappelijke naam van de soort is voor het eerst geldig gepubliceerd in 1860 door Schiner.